# Piódão

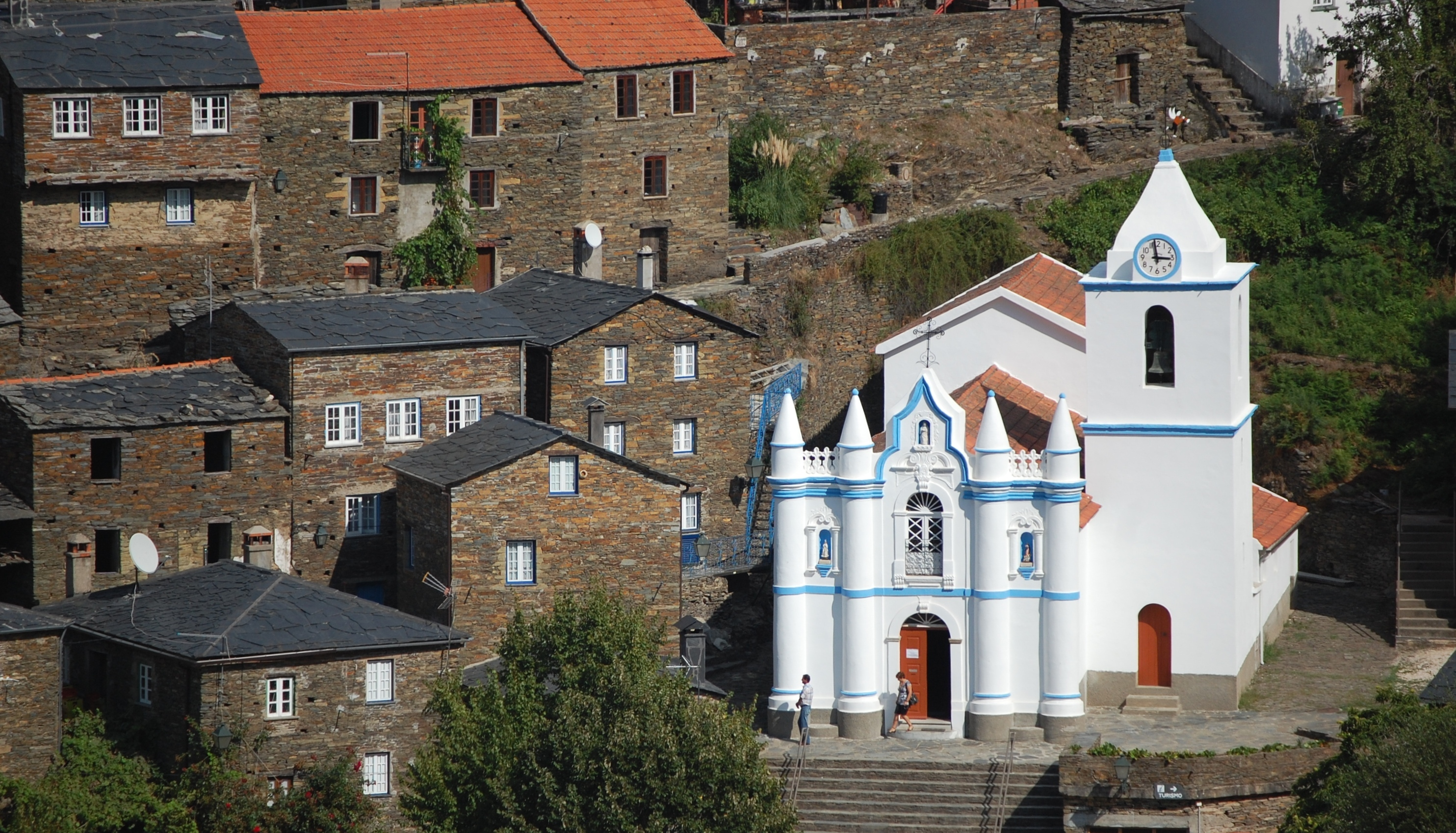
La Chiesa di Piódão

Piódão (36,36 km²; 200 ab. ca.) è una cittadina portoghese, frazione (freguesia) del comune (concelho) di Arganil nel Distretto di Coimbra, situata nella Serra do Açor, nella regione delle Beiras (Portogallo centro-settentrionale).
La cittadina è situata in posizione collinare ed è famosa per i suoi antichi edifici, tutti costruiti in pietra di granito e scisto, tanto da essere annoverata tra i villaggi storici protetti e di interesse pubblico ed essersi aggiudicata, negli anni ottanta, il “gallo d'argento” ( galo de prata), attribuito ai villaggi più tipici del Paese

## Geografia fisica
Piódão si trova a ca. 90 km ad est di Coimbra.

## Geografia antropica

### Suddivisioni amministrative
- Piódão
- Malhada Chã
- Chãs d'Égua
- Tojo
- Fórnea
- Foz d`Égua
- Barreiros
- Covita
- Torno
- Casal Cimeiro
- Casal Fundeiro.